# 艾麗西亞·卡恩斯
艾丽西亚·亚历山德拉·玛莎·卡恩斯（英語：Alicia Alexandra Martha Kearns，1987年11月11日—）是英国保守党政治家。自2019 年大选以来，她一直是拉特兰和梅尔顿选区的议员。

## 早年生活
卡恩斯在剑桥郡长大，就读于一所综合学校。 在她十几岁的时候，她是英国青年议会和国际特赦组织的成员。她在剑桥菲茨威廉学院学习社会和政治科学，2009 年毕业。在大学期间，她参与了学生戏剧制作。卡恩斯曾任职于英国国防部、英国司法部以及英国外交和联邦事务部。在2014年苏格兰独立公投活动和英国外交和联邦事务部开展的宣传活动中， 她担任首席新闻官。 在司法部任职期间，她担任受害者部长的新闻秘书。 卡恩斯于 2016 年成为战略传播咨询公司全球防护的客户服务总监。她后来成为一名独立顾问。

## 议员生涯
卡恩斯于2019年11月8日被选为拉特兰和梅尔顿选区的保守党候选人。 她曾参加过2017年大选，但输给了当时的欧洲议会议员薇琪·福特。
卡恩斯是跨性别者权利的支持者，并于2020年8月与国会议员尼古拉·理查兹 (Nicola Richards) 共同在博客保护之家上发表了一篇文章，呼吁英国政府改革《2004年性别承认法》。

在2022年1月，部分媒体宣称在2019年大选时，艾丽西亚•卡恩斯想通过“宴会门”事件让首相鲍里斯约翰逊下台。对此，艾丽西亚•卡恩斯表示她会见了有关议员，但否认领导了反对约翰逊的叛乱，并表示
|                   | 我不会为与我的同事会面而道歉，这不是政变或任何此类活动，这是媒体或某些异议者在恶作剧 |
| ——艾丽西亚•卡恩斯 |                                                                                      |

自2020年3月以来，卡恩斯一直是外交事务特别委员会的成员，同时是中国研究小组的指导委员会成员。2022年10月12日，她被选为外交事务特别委员会的第一位女性主席，取代了董勤達。她还是联络委员会的成员，担任特别委员会的主席。